# Hovgården
Hovgården je arheološko najdišče na otoku Adelsö ob jezeru Mälaren v občini Ekerö v osrednje-vzhodni Švedski. V vikinški dobi je bilo središče cvetoče doline Mälaren naselje Birka, ustanovljeno sredi 8. stoletja in opuščeno konec 10. stoletja, ki je na otoku Björkö južno od Adelsöja. Domneva se, da je bil Hovgården kraj, od koder so kralji in poglavarji vladali območju. Hovgården je skupaj z Birko leta 1993 postal del svetovne dediščine UNESCO.
Hovgården je na ravnini severozahodno od romanske cerkve Adelsö, za katero je značilna ozka riftna dolina, ki se razteza proti severu do gozdnatih moren. Ta zgodovinska travnika so bila obdelana v 19. stoletju in se od takrat skoraj niso spremenila, o čemer priča več dobro ohranjenih kmečkih dvorišč iz 18. stoletja.

## Zgodovina
Najstarejši arheološki ostanki na Adelsöju, najdeni severno od Hovgårdena, so grobišča in gomile iz bronaste dobe (ok. 1800–500 pr. n. št.). Očitno je ta kultura preživela v železno dobo (500–800 n. št.), saj so grobove iz zgodnjega dela tega obdobja našli na več lokacijah na tem območju. Na Hovgårdenu so našli približno 124 grobov; najstarejši iz pozne rimske železne dobe (1–400 n. št.) in najmlajši iz začetka srednjega veka (ok. 1050–1520), kar kaže na to, da je bilo območje v tem obdobju neprekinjeno naseljeno.
Severno od župnijske cerkve je pet velikih gomil, od katerih se tri imenujejo Kungshögar. V švedščini Kung pomeni kralj, högar pa iz staronordijske besede haugr, ki pomeni gomila. Hovgården je bil očitno lokacija kraljevega posestva Kungsgård že v vikinški dobi (ok. 800–1050). Izkopavanje ene od teh kraljevih gomil leta 1917 je razkrilo posmrtne ostanke bogatega moža, ki je živel okoli leta 900. Sežgan je ležal v čolnu, oblečen v draga oblačila, vendar brez orožja, v spremstvu konj, krav in psov.
Birka, najstarejše mesto na Švedskem, je bila mednarodna trgovska postojanka. Domneva se, da je bilo kraljevo naselje v Hovgårdenu ustanovljeno kot kraljevo sredstvo za nadzor nad Birko. Vendar pa je bila Birka sredi 10. stoletja opuščena, kraljevo posestvo očitno ni bilo, saj runski kamen U 11 iz okoli leta 1070, ki naj bi bil izklesan za kralja, je bil postavljen poleg kraljevih gomil. Bil je del Uppsala öd, mreže kraljevih posesti, ki so podpirale švedske kralje.
Poleg tega je kralj Magnus Barnlock v 1270-ih letih dal stari grad nadomestiti s palačo iz opeke, Alsnö hus. V palači je kralj leta 1279 z odlokom o Alsnöju (Alsnö stadga) ustanovil švedsko plemstvo. Vendar je bila palača uničena pred koncem tega stoletja in ker je bila prepuščena propadanju, je Hovgården izgubil na pomenu.

## Galerija
- Ruševine Alsnö husa